# Scooby-Doo pe Insula Zombie
Scooby-Doo pe Insula Zombie este un film direct pentru video de animație american din 1998, bazat pe personajele protagoniste ale francizei media Scooby-Doo. În film, Shaggy, Scooby, Fred, Velma și Daphne se reunesc după o pauză de un an de la Mistere SRL pentru a investiga o plantație de ardei iuți, despre care se spune că este bântuită de fantoma piratului Morgan Cicatrice. Pelicula, cu un ton mult mai întunecat decât majoritatea producțiilor Scooby-Doo, a fost regizată de Jim Stenstrum, după un scenariu de Glenn Leopold.
Filmul a fost lansat pe 22 septembrie 1998, și a primit recenzii pozitive din partea criticilor, care au lăudat animația și povestea. Lungmetrajul se remarcă, de asemenea, prin faptul că este prima producție Scooby-Doo în care apare întreaga gașcă (fără Scrappy-Doo) de la episodul „A Halloween Hassle at Dracula's Castle” al seriei Noile mistere cu Scooby-Doo, care a avut premiera pe ABC în 27 octombrie 1984.
Scooby-Doo pe Insula Zombie este dedicat în memoria lui Don Messick, vocea lui Scooby-Doo, care a murit cu un an înainte ca filmul să fie lansat.

## Distribuție (versiunea română)
- Sandu Pop – Scooby‑Doo

- Valentina Fătu – Velma Dinkley

- Claudiu Istodor – Beau Neville[1]

## Acțiune
După demascarea Monstrului Verde, echipa misterelor (Fred, Velma, Daphne, Shaggy și Scooby-Doo) se destramă, dat fiind faptul că monștrii înspăimântători se dovedeau a fi în repetate rânduri doar oameni obișnuiți în costume. Astfel, Velma ajunge să se ocupe de o librărie, Shaggy și Scooby-Doo lucrează într-un aeroport, iar Fred rămâne alături de Daphne, care devine reporter TV. Cu ocazia zilei sale de naștere, Fred o surprinde pe Daphne organizând o întâlnire cu  membrii găștii. Cei cinci se reunesc pentru a filma un nou sezon al emisiunii lui Daphne, Umăr la umăr cu Daphne Blake. Echipa investighează diferite cazuri misterioase din Lousiana, dar, la fel ca și înainte, sunt dezamăgiți de monștrii falși pe care îi descoperă. 
Într-o zi, sunt acostați în piață de o tânără cuceritoare pe nume Lena Dupree, bucătăreasă pe insula Cicatricea Lunii. Aceasta invită gașca să descopere casa bântuită în care ea lucrează. Barcagiul Jacques îi transportă cu un feribot pe insulă, unde se prezintă proprietarei conacului și plantației de ardei iuți, Simone Lenoir. Tot atunci fac cunoștință cu Beau, grădinarul. În timpul vizitării casei, Shaggy și Scooby sunt speriați de un spirit care scrijelește un mesaj pe peretele bucătăriei. Echipa devine interesată de legenda fantomei piratului Morgan Cicatrice și decide să rămână să investigheze. Shaggy și Scooby ies la picnic, dar Scooby-Doo nu rezistă să alerge pisicile doamnei Lenoir și se îndepărtează de casă. Shaggy îl urmează și aceștia ajung să cadă într-o groapă. Încearcă să iasă, dar o parte din peretele gropii cade, dezvăluind scheletul piratului Cicatrice, care este readus la viață și îi atacă. Mai târziu, echipa se întoarce la groapă, dar nu mai vede nimic. Se decid să rămână peste noapte. Seara, Scooby și Shaggy mănâncă iar afară când sunt atacați din nou, de data asta de o serie de zombii. Fred, Daphne, Velma și Beau se pornesc să îi caute. Daphne și Fred se intersectează cu un zombi și apoi cu Scoob și Shaggy. Încercând să îi ia masca jos, Daphne realizează că zombiul e adevărat. În momentele următoare, sunt încojurați de zombii. Fred își scapă camera de filmat în mlaștină, compromițând materialul pentru emisiune. El și Daphne pornesc înapoi spre casă, realizând că le-au lăsat singure pe Simone și Lena.

Lena și Simone în timpul ritualului lor de transformare

Acasă, Lena le spune că doamna Lenoir a fost răpită de zombii. Îi conduce pe Velma, Beau, Daphne și Fred pe un coridor secret subteran. La capătul acestuia se arată o cameră sanctuar terifiantă, și atunci Velma își dă seama de complicitatea dintre Lena și Simone. Cele două vinovate își recunosc faptele și manipulează corpurile echipei și al lui Beau cu niște păpuși voodoo. Imobilizați, ei ascultă povestea celor două femei, acum transformate în monștri-pisică. Născute la 1700, Simone și Lena erau coloniste. Familiile lor au fost nimicite de pirații lui Cicatrice, iar ele și-au dat viața Zeului Pisică ca să se răzbune. Acum erau nevoite să fure la lună plină sufletele altor oameni (soldați, negustori și turiști) pentru a râmâne nemuritoare. Daphne realizează că zombii sunt doar sufletele celor ispitiți înainte de ei pe insulă.
Între timp, Shaggy și Scooby dau de Jacques și îi cer ajutorul, dar și el se transformă în pisică. Cei doi fug de barcagiu până ajung în lăcașul ritualului. Aici are loc o bătălie la care iau parte pisicile, zombii și membrii echipei misterelor. Velma, Fred, Daphne și Beau reușesc să se elibereze și să le controleze mișcările lui Lena și Simone. În final, perioada de recoltare a lunii trece și cei trei monștrii se preschimbă în praf. Spiritele zombiilor se întorc în cer, acum putând să se odihnească în pace. Echipa și Beau, care își dezvăluie adevărata ocupație, polițist sub acoperire, părăsesc insula împăcați că au rezolvat misterul conacului.

### Personaje negative
- Simone Lenoir: Născută la sfârșitul anilor 1700, este mai târziu „angajatoarea” Lenei Dupree. Este conducătoarea monștrilor pisică, și cauza principală care a provocat Blestemul din insula Cicatricea Lunii. Aceasta, fiind promotoare a ocultismului și magiei negre, dezlănțuie un blestem teribil care-i pecetluiește soarta, și o obligă pe ea și pe Lena să plătească ca preț al nemuririi lor propria înfățișare, putând să se metamorfozeze din oameni în pisici. Din nefericire pentru ele, blestemul se dovedește să fie permanent, insula făcându-le prizoniere pe cele două și părtașe la un carnagiu cumplit ce se va întinde pe perioade de sute de ani, acestea trebuind să caute victime cu fiecare Recoltă a Lunii pentru a le oferi ca ofrandă Zeului Pisică. În final însă, setea nebună de veșnicie le autodistruge. Corpurile lor se mistuie în cenușă, ca și cum n-ar fi existat niciodată.
- Lena Dupree: O irezistibilă fată născută tot în anii 1700. A fost colonistă pe insulă, la fel ca Simone. Lena și Simone au reușit să supraviețuiască după masacrul făcut de Morgan Cicatrice și echipajul său. Zeul lor pisică le-a dat puterea de a-i distruge pe pirații nesăbuiți, dar cu toate astea, le-a oferit o putere prea mare, pe care n-o puteau controla, și astfel au fost blestemate de aceeași entitate care le salvase. Lena atrăgea vizitatori pe Cicatricea Lunii pentru ea, iar Simone și Jacques se asigurau că nu mai scăpau până ce erau devorați de vii. În final este distrusă, după ce ea, Simone și Jacques nu reușesc să le curme viețile Găștii Misterelor.
- Jacques: Un bătrân căruia i-a fost oferită nemurirea în schimbul unui troc demn de luat în seamă: trebuia să conducă barca lui prin împrejurimi pentru a atrage victime pe insulă. La început, este amabil și bun cu gașca, dar se dovedește să fie aprig și sadic. Viața îi este luată de Zeul Pisică fiindcă n-a putut duce la bun sfârșit recolta din anul respectiv.

## Distribuție
- Scott Innes ca Scooby-Doo, un dog german vorbitor
- Billy West ca Shaggy Rogers, membru al trupei Mistere SRL
- Mary Kay Bergman ca Daphne Blake, moderatoare a emisiunii Umăr la umăr cu Daphne Blake
- Frank Welker ca Fred Jones, liderul găștii și cameramanul lui Daphne
- B. J. Ward ca Velma Dinkley, membră a găștii și proprietara unei librării
- Adrienne Barbeau ca Simone Lenoir, proprietara conacului de pe Cicatricea Lunii
- Tara Strong ca Lena Dupree, servitoare pe Cicatricea Lunii
- Cam Clarke ca Beau Neville, polițist detectiv sub acoperire
- Jim Cummings ca Jacques, căpitan de feribot
- Mark Hamill ca Gură de Șarpe, un pescar agresiv de pe Cicatricea Lunii

## Producție

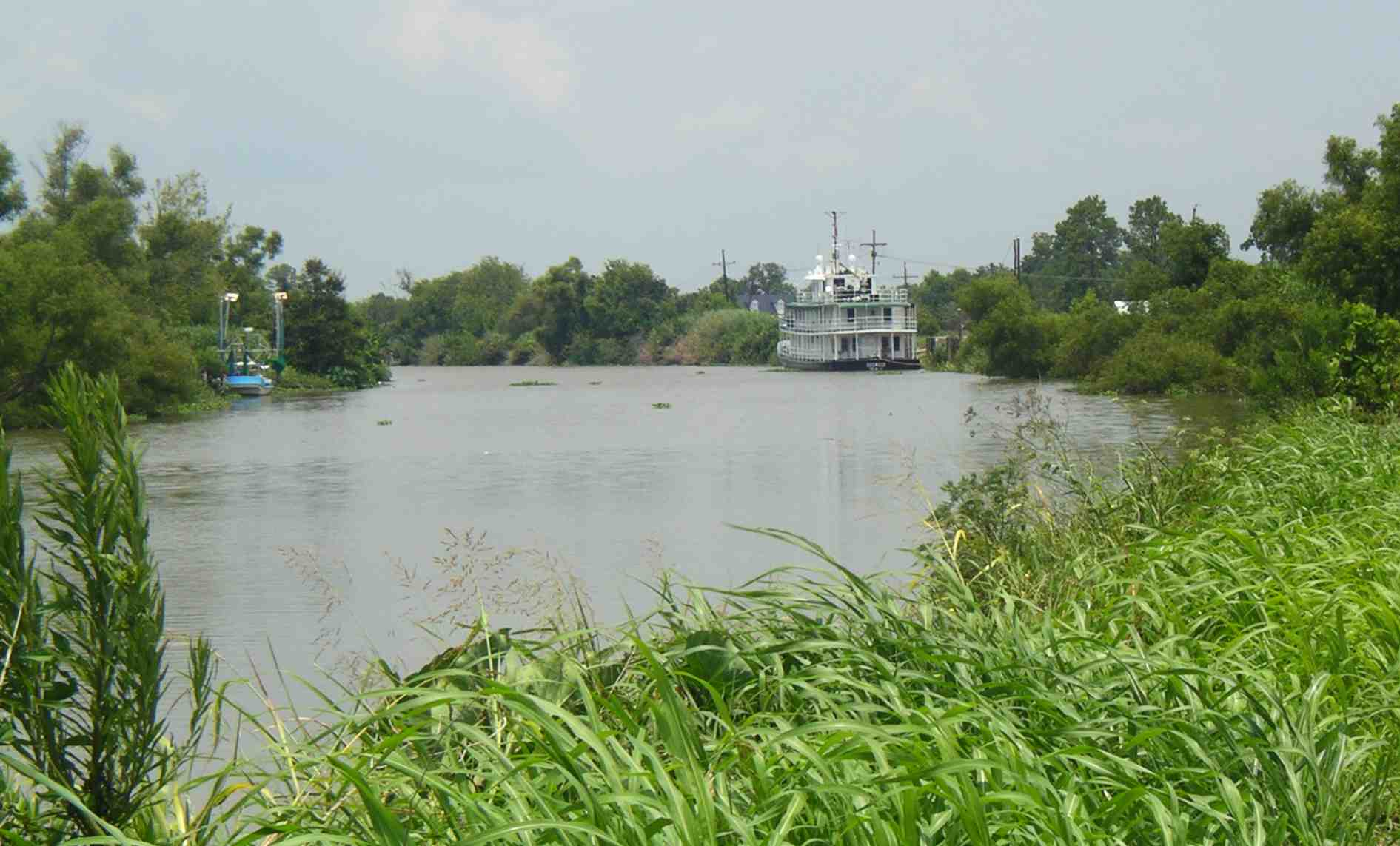
Peisaj tipic din Louisiana

Scenariul filmului a fost scris de Glenn Leopold, creatorul serialului Nickelodeon, Doug, și Davis Doi, de asemenea scenarist al producției Hanna-Barbera Laboratorul lui Dexter, contribuind la scenariul final. După moartea lui Don Messick, Scott Innes a fost cel care a înlocuit pe alocuri vocea lui Scooby-Doo. Casey Kasem n-a vrut să-și împrumute vocea lui Shaaggy Rogers fiindcă conform considerentelor lui, atâta timp cât el este vegetarian și personajul trebuie să fie. În locul acestuia, Billy West a asigurat vocea lui Shaggy. Mary Kay Bergman a fost aleasă să fie vocea lui Daphne atunci când personajul a vrut să aleagă o altă direcție.